# Kimke Desart
Kimke Desart (Lembeke, 2 maart 2000) is een Belgisch jeugdactrice.
In 2009 was Desart voor het eerst te zien in de langspeelfilm Lost Persons Area van Caroline Strubbe, waarin ze de rol van Tess speelde.
Met de vertolking van haar rol als Tessa in Lost persons area won ze op 10 september 2010 op het filmfestival in Oostende de Vlaamse filmprijs voor beste actrice. Deze prijs werd nog eens bevestigd op het internationaal filmfestival in Ourense, waar Kimke Desart nog eens de prijs voor beste actrice kreeg.
Verder speelde ze in de langspeelfilm Hasta la vista van Geoffrey Enthoven uit 2011, waarin ze de rol van Yoni vertolkte. Kimke werkte ook mee aan tal van kortfilms.

## Filmografie
- 2009: Lost Persons Area - Tessa
- 2011: Hasta la vista - Yoni
- 2012: De lucht in mijn keel (kortfilm)
- 2012: Le temps déborde - Zoë Wittock (kortfilm)
- 2012: Nigredo - Jessica (kortfilm)
- 2013: Dollhouse - Sofie (kortfilm)
- 2013: I'm the Same, I'm an Other
- 2016: Vincent - Nadia
- 2020: Old Born - Dawa (kortfilm)
- 2024: The silent treatment

Videoclips
- 2013: The antler king - Gold red circles op YouTube
- 2014: Blaudzun - To many hopen for jury

TV
- 2010: Villa Vanthilt (Gast)
- 2017: Gent west
- 2018: Flikken Maastricht